# 安福建雄
安福 建雄（やすふく たつお、1938年11月14日 - 2017年7月17日）は、日本の能楽師（大鼓方）、人間国宝、東京芸術大学邦楽科元講師、国立能楽堂元研修主任講師

## 人物・経歴
1938年11月14日生まれ。東京都出身。安福春雄の長男として父に師事。高安（たかやす）流。初舞台は、1947年の「経正」。能楽三役育成会（1954年9月発足）の第一期生。立教大学文学部日本文学科卒業。
1965年11月、一噌幸政、住駒明宏、鏑木岑男、山本則寿と能楽春秋会を結成して約10年間活動する。1983年に父が亡くなり、宗家預かりとなる。
おおらかで、しかも曲の位を的確に捉えた演奏に定評があり、東京芸術大学邦楽科講師、国立能楽堂研修主任講師としても、後進の指導にあたった。
趣味はゴルフと読書で、読書は学生時代から海外の推理小説を好み、晩年は中国の歴史物も愛読した。後継者は長男の安福光雄。
1998年、人間国宝。
2009年4月、旭日小綬章受章。